# Gertrude Baines
Gertrude Baines (6. april 1894 – 11. september 2009) var en amerikansk kvinde, som var verdens ældste person fra 2. januar 2009 til sin død.